# Super Mario 64
A Super Mario 64 egy Nintendo 64 konzolra megjelent platformjáték, melyet a Nintendo adott ki, fejlesztője a Nintendo EAD. A Pilotwings 64 című játékkal együtt ezek voltak a Nintendo 64 első, bevezető játékai. A játék 1996. június 23-án jelent meg Japánban, majd néhány hónappal később Észak-Amerikában, Európában, végül Ausztráliában is. Megjelenése óta több mint tizenegymillió példányban kelt el. A játék remake-je Super Mario 64 DS címmel 2004-ben készült el Nintendo DS platformra.
A Super Mario 64 az első háromdimenziós platformjátékok egyike, legfőbb jellemzői a szabadon változtatható nézetek, az óriási területek, a korábbi kétdimenziós képeket pedig felváltották a valódi 3D-s formák. A műfaj új típusát mutatja be, mint ahogyan a maga idejében a Super Mario Bros. tette a kétdimenziós technikával. Forradalmi újításnak tekinthető, mert a 3D-s technika jelentősége és hatása ma is érezhető, mely leginkább nevezetesnek a dinamikus kamerakezelés használata és az analóg irányítás megvalósítása miatt mondható.
A kettőről három dimenzióra való váltással a játék különös hangsúlyt helyezett a hatalmas világokon belüli felfedezőutakra, melyek megkövetelik a játékostól, hogy különböző összetettebb küldetéseket teljesítsenek, felváltva ezzel a szokásos platformjátékok egyirányú akadálypályáját. Emellett képes volt megőrizni számos elemet és szereplőt a korábbi Super Mario-játékokból. A játékot több kritikus és a rajongók is minden idők legnagyobb és legforradalmibb videójátékai közé sorolták.

## Játékmenet
A Super Mario 64 egy háromdimenziós platformjáték, melyben a játékos Mariót irányíthatja számos pályán keresztül. Minden pálya egy elkülönített világ, melyben a játékos szabadon mászkálhat minden irányba, és korlátok nélkül fedezheti fel a környezetet. A világ tele van ellenségekkel, melyek megtámadják a főhőst, ha a közelükbe kerül, illetve barátságos lényekkel, akik segítik őt, információkat adnak át vagy szívességeket kérnek tőle. A játékos minden pályán csillagokat gyűjt, előfordul azonban, hogy ezek csak bizonyos feladatok teljesítése után jelennek meg. Ilyen lehet például a főellenség legyőzése, rejtvények megoldása, versenyek megnyerése, illetve érmék és csillagok gyűjtése. Minél több csillagot sikerül összegyűjteni, annál nagyobb területe válik elérhetővé a kastélyvilágnak. A játékos Bowser (vagy King Koopa) legyőzésével jut hozzá azokhoz a kulcsokhoz, melyekkel a kastély újabb és újabb részeit nyithatja meg. A játék során van néhány rejtett miniküldetés és más titkok, legtöbbjük további csillagokhoz juttatja a játékost, melyek a teljes végigjátszáshoz szükségesek.
Egyes pályákon különleges erővel bíró tárgyak növelik Mario képességeit. A Wing Cap segítségével Mario repülni tud, a Metal Cap immunissá teszi őt a legtöbb veszély ellen, ellenáll a széllökéseknek, sétálni tud a víz alatt és hatástalanítja az ártalmas gázokat; a Vanish Cap elnevezésű sapkát felvéve Mario közel láthatatlanná válik, így könnyen elkerülheti ellenfeleit, bizonyos akadályokon és falakon is keresztülmehet vele, illetve néhány veszélyforrással szemben is sérthetetlenné válik. Néhány pályán olyan ágyúk vannak, melyeket Mario akkor használhat, ha beszél egy rózsaszín Bob-omb Buddyval. Ezután az ágyúval távoli helyekre tudja magát kilőni. Ha a Wing Cap is nála van ilyenkor, az ágyúval magasabban fekvő helyekre is eljuthat, vagy akár az egész pályán gyorsan átrepülhet.

### Irányítás
A Super Mario 64-ben Mario képességei sokkal többrétűbbek, mint a korábbi Mario-játékokban. A kontrolleren található analóg karral és gombokkal a játékos tud a szereplővel sétálni, futni, ugrani, leguggolni, mászni, úszni, vagy akár ütni is. A normális ugrást más gombokkal kombinálva különleges ugrás is kivitelezhető, akár dupla vagy tripla ugrások, hosszabb ugrások, vagy hátra szaltó. További különleges mozdulatokra is lehetőség van, mint a falon mászás, ekkor olyan falakon is át lehet jutni, amik egyébként túl magasak. A játékos felvehet és magával vihet bizonyos tárgyakat, például egy olyan képességet, amely a rejtvények megoldásában segít, vagy különböző sebességgel való úszásra teszi képessé Mariót. Mario energiája folyamatosan csökken, amikor a víz alá merül, ez jelzi azt, mennyi ideig képes a víz alatt tartózkodni.

## Cselekmény

Peach hercegnő kastélya

A Super Mario 64 cselekménye Peach hercegnő háromszintes kastélyában játszódik, ami ezen felül pincével és udvarral is rendelkezik, magát az épületet pedig árok veszi körül. A kastélyban mindenfelé bejáratok találhatók az egyes pályákhoz, ám ezekre néha csak titkos falakon vagy festményeken keresztülmenve lehet eljutni. A játék a hercegnő levelével kezdődik, amelyben meghívja kastélyába Mariót egy sütire, amit neki sütött. Mikor azonban Mario megérkezik, azt látja, hogy Bowser megtámadta a kastélyt és börtönbe zárta a hercegnőt és szolgálóit a kastély 120 csillaga erejének használatával. A kastély festményei más világokba vezető portálkapuk, mely világokban Bowser követői a csillagokra vigyáznak. Mario célja, hogy ezen portálokat felhasználva eljusson e pályákra és megszerezze az ott található csillagokat. Minél több csillagot szed össze, annál több helyszínre juthat el, végül teljesít három akadálypályát, melyek mindegyike egy-egy Bowserrel vívott csatával végződik. Ha két alkalommal legyőzi őt, Mario egy kulcsot kap a kastély egy újabb szintjéhez. A végső harc után a hercegnő kiszabadul a bejárat fölötti ablakon át, Mariót pedig egy csókkal és a megígért sütivel jutalmazza.

## Fejlesztés
A Super Mario 64 fejlesztése valamivel kevesebb mint két éven át tartott, de a producer és rendező, Mijamoto Sigeru fejében már több mint öt évvel korábban felötlött egy háromdimenziós Mario-játék ötlete, a Super Mario FX, amikor még a Star Fox játékon dolgozott. Mijamoto a koncepció jelentős részét még a Super Nintendo Entertainment System (SNES) konzol virágkora idején dolgozta ki, és arra gondolt, hogy a Super FX chip segítségével SNES konzolokon is futtatható lesz a játék, de a technikai korlátok miatt végül is Nintendo 64 platformra jelent meg.
A játék fejlesztése a szereplők megalkotásával és a kamerakezelés kialakításával kezdődött. Mijamoto és a tervezők kezdetben nem voltak biztosak benne, milyen nézetet kellene alkalmazniuk a játék készítésénél. Hónapok teltek el azzal, hogy kiválasszák a megfelelő kameraszögeket, illetve azok elhelyezését. Az eredeti elképzelések szerint a játék meghatározott úton haladt volna, mint a izometrikus nézetet használó Super Mario RPG: Legend of the Seven Stars játék, majd végül a háromdimenziós, szabadon bejárható világ mellett döntöttek. Bár javarészt tartották magukat ehhez az elvhez, az eredeti koncepció kötött pályatervezése is visszaköszön egyes részeknél, például a Bowser elleni harcok során. Giles Goddard, a Super Mario 64 egyik programozója azzal magyarázta ezt az eltérést, hogy mindenképpen azt szerették volna elérni, hogy a játékos végül eljusson a főellenséggel folytatott küzdelmekig. A fejlesztőcsapat előtérbe helyezte Mario mozgásának fejlesztését, és az egyes szintek megalkotása előtt egy egyszerű animált környezetben tesztelték és finomították a szereplő animációit. Első lépésben Mario és egy arany nyúl, MIPS (elnevezése a MIPS CPU-ból származik, melyet a Nintendo 64 is használt) mozgását és irányítását tesztelték. A fejlesztők először olyan módon próbálták a játékot megalkotni, hogy osztott képernyőn Marióval és Luigival együtt lehessen játszani. A kezdeti tervek szerint a két szereplő a kastély két különböző pontjáról indult volna és egyszerre tették volna meg a szükséges utat, de ezt végül nem sikerült megvalósítani.
Az első tervek szerint a játékba terveztek egy lövöldözős pályát is, ám az ötletet elvetették, és inkább a platform részekre koncentráltak. A Super Mario 25 éves évfordulója alkalmából készített interjúból kiderül még, hogy eleinte Mario alakját jóval kisebbre tervezték, és Mijamoto egyik vázlata alapján egészen másképp is kinézhetett volna. A játék tervezése során Mijamoto Sigeru alapgondolata az volt, hogy a Super Mario 64 részletesebb legyen, mint az összes addig megjelent Nintendo 64 játék. Egyes részeket a valódi élet inspirált. Például a Boo nevű szereplők Tezuka Takasi rendezőasszisztens felesége alapján készültek. Ezt Mijamoto így magyarázta: „normális esetben nagyon csendes, de egyszer nagyon felhúzta magát azon, hogy Tezuka minden idejét a munkával tölti. A játékban van egy szereplő, amely összezsugorodik, ha Mario ránéz, de amikor Mario elfordul, nagyobbá és fenyegetővé válik.” A játék rejtvényekből is többet tartalmaz elődjeinél. Fejlesztése a The Legend of Zelda: Ocarina of Time-mal párhuzamosan történt, de mivel az utóbbi csak két évvel később jelent meg, így néhány fejtörője a Super Mario 64-ben is megjelent.
Az készülő játékról 1995 novemberében szivárogtak ki az első információk, majd napokkal később a Nintendo 64 konzol (akkor még Ultra 64) világpremierjén, a Nintendo Space World elnevezésű kiállításon meg is jelent egy játszható verzió. Az alapvető irányítási rendszert addigra már kialakították, a játék azonban csak félig volt kész, hiszen a pályák nagy részének létrehozása még hátra volt. Összesen harminckét pálya készült el, míg a végleges változatba csupán tizenöt került be. Mijamoto eredetileg – a bónuszpályákon kívül – negyven pályát szeretett volna készíteni.

### Audio
A játék zenéje Kondó Kódzsi zeneszerző alkotása, aki a korábbi játékok ismerős dallamait vegyítette teljesen új elemekkel. A Super Mario 64 volt a sorozat első olyan darabja, melyben Charles Martinet kölcsönözte hangját Mariónak. Peach hercegnő Leslie Swan hangján szólal meg, aki a játék szövegét írta, Bowser eredeti hangja pedig Isaac Marshall. A szereplők az angol verzióban többet beszélnek, mint a japánban, illetve a párbeszédek és egyes hangok is eltérőek a két kiadásban. A 2004-ben Nintendo DS konzolra megjelent változatban, a Super Mario 64 DS című játékban viszont ezek a különbségek már eltűntek. A játék zenéjét 1996-ban CD-n is kiadta a Nintendo.

## Fogadtatás
| Összegzőoldal | Értékelés |
| ------------- | --------- |
| GameRankings  | 96%       |
| Metacritic    | 94/100    |

| Szerző        | Értékelés |
| ------------- | --------- |
| AllGame       | [ 38 ]    |
| Edge          | 10/10     |
| EGM           | 9,5/10    |
| Famicú        | 39/40     |
| Game Informer | 9,75/10   |
| GameSpot      | 9,4/10    |
| IGN           | 9,8/10    |

A Super Mario 64 nagyon sikeresnek bizonyult, a Nintendo 64 legnagyobb példányszámban értékesített játéka lett. Megjelenésének napján félmillió darab kelt el Észak-Amerikában, 2003 májusáig tizenegy millió példányban adták el. 2007 júniusára a Wii Virtual Console-jára kiadott verzió a második legnépszerűbb Wii-játék lett a Super Mario Bros. mögött.
A játék a megjelenése után is pozitív visszhangra talált, és azóta is dicsérik. Számos díjat elnyert, köztük több Év játéka díjat, és a Nintendo által rangsorolt Player's Choice listát is vezeti. Több rajongó és kritikus média is minden idők legjobb játékának tartja, beleértve az IGN-t, a Game Informert, az Edge magazint, a Yahoo Gamest, a Game FAQs felhasználóit és a Nintendo Power olvasóit is. Az Electronic Gaming Monthly (EGM) arany díjjal jutalmazta a játékot már a megjelenése után, és az Edge magazin listáján a Super Mario 64 volt az első játék, mely maximális pontszámot ért el. A Game Informer először 10-ből 9,75 pontot adott a játéknak, de egy évtizeddel később a retro kritikákban már csak 9,0-ra értékelte. A GameSport minden idők 15 legnagyobb hatással bíró játéka közé sorolta és 9,4 pontra értékelte, míg a Virtual Console verzió 8 pontos lett. A japán Famitsu magazinban a játék 40-ből 39 pontot ért el.
A játék kivitelezése általánosan pozitív kritikákat kapott, azonban a kamerakezelést számos bírálat érte. A Nintendo Power dicsérte a grafikát, a hangokat és a játszhatóságot, de a cikkíró véleménye szerint a változó kameraszögek megszokást igényelnek. A Game Informer szerint a játék még tíz évvel megjelenés után is több órányi szórakozást nyújt, azonban a kamerakezelést ez a kritika is bírálta, a cikk szerint a manapság elvárt követelményekhez képes a kamerakezelés viszonylag rossznak mondható. A Game Revolution szintén ezt a negatívumot emelte ki, véleményük szerint a rendszer nem váltotta be a hozzá fűzött elvárásokat, a grafikát viszont pozitív kritikával illeték. A Next Generation Magazine elismerően szólt mind a zene, mind a grafika és a csökkentett töltési idők tekintetében, azonban a korábbi Mario-játékokhoz képest rosszabbnak ítélte a kamerák kiszámíthatatlan mozgását és az optimális nézőpont hiányát. A ScrewAttack weboldal minden idők harmadik legjobb Mario-játékának tartja a Super Mario 64-et. A hivatalos Nintendo-magazinban a 100 legjobb Nintendo-játék között a hatodik helyre sorolták. A számos pozitív visszhang ellenére a GamePro szerint ez a Mario-játék harmadik a tíz leginkább túlértékelt játék között. 2009-ben a Game Informer a legjobb kétszázas listáján a 13. helyre sorolta a játékot.
A videójátékkal kapcsolatos kiadványok és a játéktervezők egyaránt elismeréssel nyilatkoztak a Super Mario 64-ről a megjelenítése és a háromdimenziós játékmenet megvalósítása miatt. Az 1UP.com azon játékok közé sorolta, melyek elsőként voltak képesek egy kétdimenziós játéksorozatot háromdimenziós környezetbe átültetni. A 3D-be való átdolgozás során a sorozat több jellemzőjét drasztikusan átalakították. Míg korábban a játékmenet főleg platform elemekből és az ellenfelekre történő ugrálásból állt, addig a Super Mario 64 esetében már a felfedezés és a kalandrészek kerültek előtérbe. Bár a játék minőségét egyesek vitatták, bizonyított tény, hogy ez a játék egy teljesen új műfajt hozott létre, amely különbözik a sorozat korábbi darabjaitól. Az Official Nintendo Magazine szerint a Super Mario 64 a „játéktervezés mesterműve”, és a Nintendo képes volt a legjobb kétdimenziós franchise-át tökéletesen átemelni a harmadik dimenzióba. Michael Grayford a Liquid Entertainment játékfejlesztő cégtől azt nyilatkozta, hogy „ki volt akadva” a játék nyíltságától már első alkalommal, amikor játszott vele. A további alkalmakkor már nagyon örömmel játszott, és „minden pálya hozott valami egyedi játékelemet, és sosem volt unalmas.” Warren Spector, az Ion Storm Inc. korábbi vezető tervezője szerint „nem is lehetséges ennyi játékot belesűríteni egyetlen játékba”, és „nem volt még játék, amely jobban meg tudta oldani, hogy elérésük előtt megmutassa a célokat, lehetővé téve a játékosnak, hogy eltervezze és meg is valósítsa azokat”. Dicsérte még a játék felfedezői nézőpontját, amellyel a játékosoknak lehetőségük nyílik egyes helyszíneket több alkalommal is bejárni, ahol mindig felfedezhetnek valami újat.

### Magyar kritikusi visszhang
Az 576 KByte magazin a megjelenés után 96%-ra értékelte a játékot. A cikk írója szerint Mijamoto egy hagyományos játékot alkotott, azonban olyan professzionális módon helyezte át 3D-be, hogy a játékosok számára mégis minden más. A nemzetközi, a kamerakezelést bíráló kritikákkal ellentétben a magyar magazinban pozitívumként jellemzik a változtatható kameraszögeket, amely segítségével a játékos közelről vagy távolról, tetszőleges szemszögből is nézheti a figurát. A hangeffektek aranyosak, a zenék hangszerelése és a grafika is elismerésre méltó, olyan „mint egy rajzfilm 3D-ben”. A magyar Super Mario Fanclub ezzel szemben kifejezetten satnyának ítélte a kamerakezelést, azonban az irányítást, a zenéket és hangokat dicsérte. A rajongói oldalon 10-ből 9,5 pontot adtak a játékra.

## Hatása és utóélete

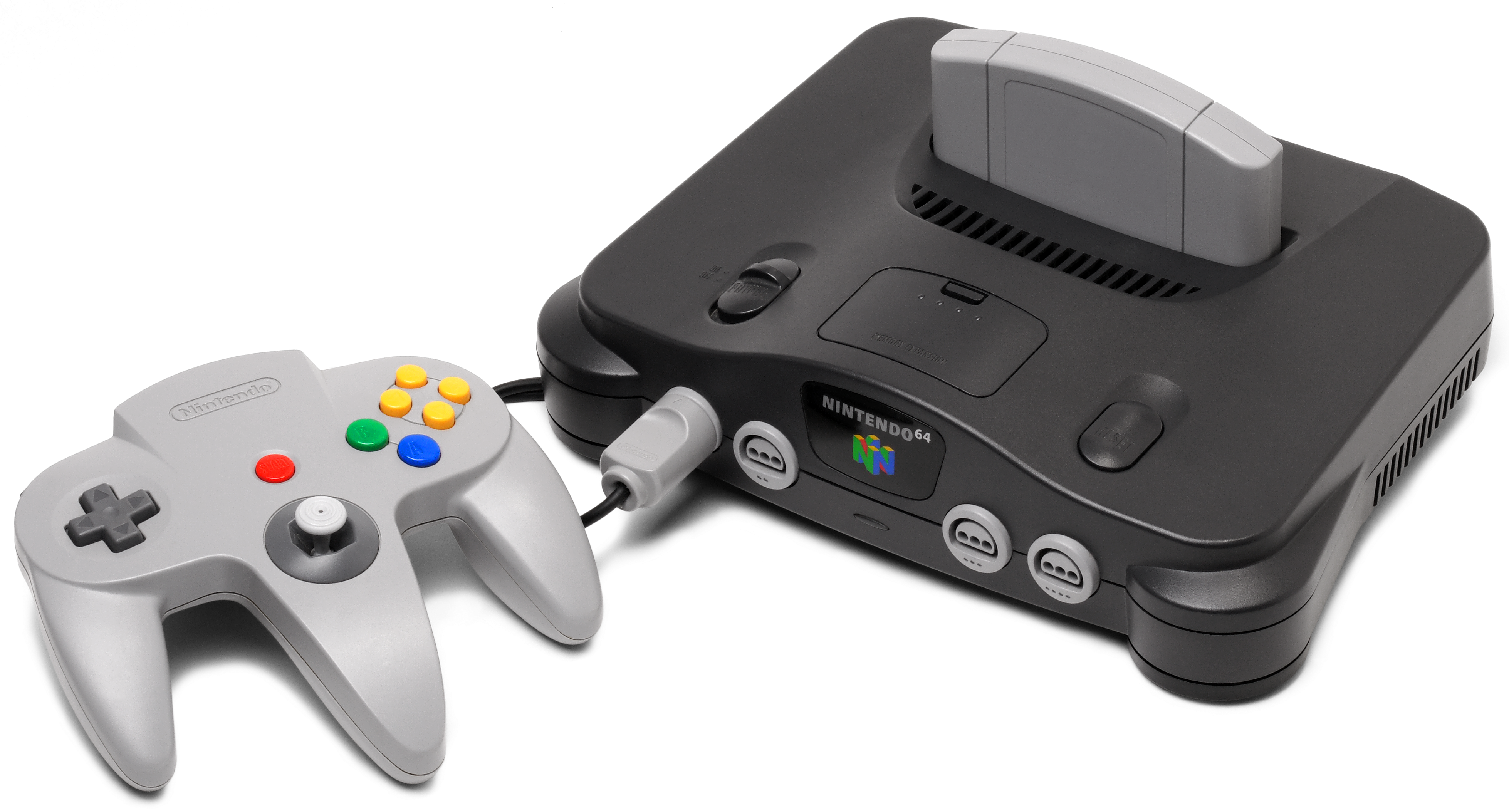
A Nintendo 64 kazettás konzolja és kontrollere

A kritikusok szerint a Super Mario 64 megjelenése kulcsfontosságú volt a Nintendo 64 sikerében. Az Edge magazin a Nintendo 64 első számú játékának titulálta. A Game Informer szerint ez a játék segítette előre útján a Nintendo 64 konzolt. Az Official Nintendo Magazine és a GameDaily szerint is a Super Mario 64 kifejlesztése hozta meg az újonnan bevezetett konzol kezdeti sikerét. Bár a rendszer kezdettől fogva nagyon sikeres volt, végül is jelentős teret veszített a piacon a Sony Computer Entertainment PlayStationjének megjelenésével. Az 1UP.com weboldal szerint ez a hanyatlás a PlayStation CD-s játékaihoz és kontrolleréhez képest a Nintendo által használt játékkazettáknak és a kontroller kinézetének volt köszönhető, melyeket a hírek szerint Mijamoto alkotott meg ehhez a játékhoz. A játék számos területen mutatott irányt az őt követő háromdimenziós platformjátékok számára. A GameDaily szerint a játék egyike azoknak, amelyek a leginkább hatással és befolyással voltak a videójáték-iparra, és a cikk írója azt állította, hogy a Super Mario 64 definiálta először a háromdimenziós játékélményt, lehetőséget adva számos tervezőnek, hogy megalkossák saját elképzeléseiket. A Games TM brit videójáték-magazin egy cikkében számos játékfejlesztő céget említett – köztük magát a Nintendót is –, amelyek megpróbáltak felnőni a Super Mario 64-hez. Szintén a játék nevezetessége a mozgás szabadsága és az egysíkúság teljes hiánya. Mielőtt az adott pályának a játékos nekikezdene, lehetősége nyílik gyakorolni az irányítást és az egyes mozdulatokat; ezt később számos 3D-s platformjáték is átvette. Emellett a küldetésekre épülő pályatervezés szintén ihletője volt más játéktervezőknek. Például Martin Hollis, az 1997-ben megjelent GoldenEye 007 című játék producere és rendezője is azt nyilatkozta játékáról, hogy „a küldetések egy pályán belüli sokszínűségének ötlete a Super Mario 64-ből származik.”

A golyó közeledtével a kameraszög körbefordul, hogy mutassa a Mario előtt álló utat

A Super Mario 64 volt első olyan játék, amelynek kameranézeteit szabadon, a karaktertől függetlenül lehet mozgatni. A '90-es évek közepén a legtöbb háromdimenziós játék first-person shooter (FPS), azaz belső nézetű játék volt, vagy pedig a kamera rögzített pozícióban volt a szereplőhöz vagy a pályához képest. A felfedezés szabadsága és a folyamatosabb irányítás érdekében a tervezők egy olyan dinamikus rendszert alkottak meg, amelyben a kamerák szögét a játék egyik szereplője, Lakitu irányítja.
A Nintendo Power magazin szerint a játék teljesen új kamerakezelési eljárása volt az, ami a platformjátékoknak lehetőséget adott átjutni a három dimenzió korszakába. A Super Mario 64 és a The Legend of Zelda: Ocarina of Time játékokra úgy hivatkoznak, amelyek kikövezték a 3D-s korszak útját. Az Edge magazin azt írta, a játék örökre megváltoztatta a játékosok elvárásait a 3D-s mozgásvilággal kapcsolatban. Ez a fajta kamerakezelés a későbbi háromdimenziós játékok alapelemévé vált. A Nintendo 64 kontroller analóg karja sokkal pontosabb és szélesebb körű mozgást tett lehetővé, mint a többi konzol digitális D-padje, és az analóg kar használata a Super Mario 64-ben egyedülálló volt abban az időben. A játék kontrollere teljes 360°-os navigálást tesz lehetővé, és olyan részletek is befolyásolhatóvá váltak, mint például Mario futásának sebessége. A Super Mario 64 az első olyan videójátékok egyike volt, amely ezt a rendszert alkalmazta.
A játék népszerűségének hatására a megjelenés után hamar terjedni kezdtek a hírek a játék hibáiról és titkairól. A legáltalánosabb pletyka az volt, hogy Luigi valahol el van rejtve a játékban. Ezt a kastély udvarán lévő kiolvashatatlan szimbólumok táplálták, melyek a következő szövegre hasonlítottak: „L is real 2401”. Ugyanez a szöveg megjelent később a The Legend of Zelda: Ocarina of Time játék egy jelenetében. Az IGN annyi kérdést és feltételezést kapott Luigi titkának felfedésére, hogy a stáb végül száz dolláros jutalmat ajánlott fel annak, aki bármiféle bizonyítékot mutat fel arra, hogy Luigi tényleg benne van a játékban. A téves kódok áradata jelentősen csökkent, mikor kiderült, hogy Luigi jelenléte végül mítosznak bizonyult. A Nintendo Power 1998. évi bolondok napi számában azt nyilatkozták, hogy a titokzatos szövegre magyarázatot adtak a magazin nem létező 128. oldalán, illetve a szám egy humoros cikket is tartalmazott Luigi 64 címmel, amely a mítosszal volt kapcsolatos.
2011. május 5-én a Super Mario 64-et beválasztották ama 80 játék közé, melyeket a Smithsonian American Art Museum 2012. március 16-án nyitó The Art of Video Games kiállításán fognak bemutatni.

### Remake-ek és folytatások
A Super Mario 64 első újrakiadása 1997. július 18-án jelent meg Japánban Super Mario 64 Rumble Pak Support Version (スーパーマリオ64 振動パック対応バージョン, Sūpā Mario 64: Shindō Pakku Taiō Bājon) címmel. Ez a verzió a Rumble Pak című kiegészítővel jelent meg, amely a kontrollerhez csatolható eszköz, és az angol verzió hanghatásait adta a játékhoz. 1998-ban Európában és Észak-Amerikában is kiadták újra a Player's Choice sorozatban, amely sikeres játékok olcsóbb kiadású változataiból áll. 2006. november 19-én az Egyesült Államokban a Wii Virtual Console-jára is megjelent, majd az azt követő hetekben a világ más helyein is. Ez a kiadás már kompatibilis volt a Nintendo GameCube konzollal és a Wii classic kontrollerével, valamint 480 pixeles felbontásban jelent meg a képernyőn.
2004-ben Nintendo DS konzolra jelent meg egy felújított remake Super Mario 64 DS címmel. Bekerült a játékba Yoshi, Luigi és Wario, illetve enyhén módosított grafikával, további csillagokkal, feladatokkal, érintőképernyős minijátékokkal és többjátékos lehetőségekkel bővítették. A visszajelzések pozitívak voltak, és 2008 márciusáig a játék 6,12 millió példányban kelt el világszerte.
Egy közvetlen folytatást terveztek még a Nintendo 64DD konzolra Super Mario 64 2. címmel. Mijamoto Sigeru jelentette be az 1997-es Electronic Entertainment Expo (E3) kiállításon, hogy „elkezdett dolgozni” rajta. Az 1999 májusi hírekben az év végére ígérték a megjelenését, azonban a Nintendo 64DD konzol sikertelensége mellett a fejlesztés folyamata sem haladt előre, így a játékot törölték. Hasonlóképpen a tervek között volt egy Super Mario 128 néven ismert közvetlen folytatás, de ez a terv is elhalt még a Super Mario Galaxy megjelenése előtt.
Ezek helyett a Super Mario 64-et más Nintendo-rendszerekre megjelent egyéb folytatások követték. Ilyen volt a GameCube-ra fejlesztett Super Mario Sunshine (2002) és a Wii-re megjelent Super Mario Galaxy (2007). Ezek a Super Mario 64 játékban használt különleges tárgyakat és nyílt játékmenetét is megtartották. A 2010-ben megjelentSuper Mario Galaxy 2 pedig tartalmazta a játék Whomp’s Fortress pályájának felújított változatát.

## Fordítás
Ez a szócikk részben vagy egészben  a   Super Mario 64 című angol Wikipédia-szócikk fordításán alapul.  Az eredeti cikk szerkesztőit annak laptörténete sorolja fel. Ez a jelzés csupán a megfogalmazás eredetét és a szerzői jogokat jelzi, nem szolgál a cikkben szereplő információk forrásmegjelöléseként.